# Organisme technique central
L'Organisme technique central (OTC) est une organisation dépendant du ministère français des Transports dont le but est de récolter les données sur l'état du parc automobile national et de surveiller le fonctionnement des centres de contrôle routier et l'homogénéité de ceux-ci.
L'OTC reprend l'ensemble des éléments figurant sur le certificat d'immatriculation pour tous les contrôles effectués sur le territoire national, et ce sur les véhicules légers et poids lourds, grâce à la liaison OTC-LAN directement reliée avec l'ensemble des centres de contrôle technique.
Selon le décret no 91-1021 du 4 octobre 1991, ce rôle est dévolu à l’UTAC.